# Moll Flanders (musikgrupp)
Moll Flanders är ett alternativ rock/popband från Jönköping som bildades 1999. Bandet har turnerat flitigt i Sverige och Tyskland och släppte fram till 2009 två album och en EP. I den amerikanska TV-serien Ghost Whisperer finns bandets låt "Walk in a Wheel"/"Emotions Gone Astray" med i soundtracket till avsnitt 3, säsong 4.

## Medlemmar
Nuvarande medlemmar
- Christopher Laveklint – trummor
- Richard Ahlgren – gitarr
- Mathias Alrikson – sång
- Christian Alrikson – klaviatur
- Claes Nordström – basgitarr

Tidigare medlemmar
- Pierre Laveklint – gitarr

## Diskografi
Studioalbum
- 2007 – Out Of Fashion
- 2009 – If You Can't Understand What You Don't Understand Is's Not Easy

EP
- 2007 – Bullet
- 2013 – Second Disappearance